# Automolis johanna
Automolis johanna är en fjärilsart som beskrevs av Sergius G. Kiriakoff 1979. Automolis johanna ingår i släktet Automolis och familjen björnspinnare. Inga underarter finns listade i Catalogue of Life.